# 湊、今からだべるってよ
『湊、今からだべるってよ』（みなと、いまからだべるってよ）は、つくばテレビが制作し、エンタ!959で放送していたバラエティ番組である。

## 番組概要
2016年5月17日より放送開始した湊莉久初の冠番組。「湊莉久が自由気ままにおしゃべりしていくトークバラエティ」番組である。
番組内での湊のキャッチフレーズは「庶民派ハードロック雀士」。このキャッチフレーズは自身が米国のハードロックバンド・KISSの大ファンであること及び自身の趣味である麻雀に由来している。
当番組は2016年4月に終了した「かすみレディオの遺志を受け継ぐ新番組」と位置づけられている。湊自身もかすみレディオに3回ゲスト出演しており、2016年2月放送回では「初代かすみ果穂大好きアイドルNo.1」に輝いている。湊によると、「かすみレディオ」の後継番組というプレッシャーもあり上手く自分を出せなかった。
エンタ!959にて毎月17日ごろに初回放送され、その後数回のリピート放送が行われる（2016年10月現在）。制作局提供の動画配信（オンデマンド）サービス「Pigooオンデマンド」でも視聴できる。
2018年4月放送分の#24をもって放送終了。後番組は湊と夏目花実によるバラエティ番組『はなみなと』。

## 出演者
- 湊莉久
- ゲスト（下記放送リスト参照）

## 主なコーナー
湊のひとコマ
湊自身が撮影した写真、出演者がとったポーズなどに爆笑のセリフをあてる企画。
恋する湊劇場
ゲストの恋愛遍歴を聞いた上で、湊を彼氏に見立ててテーマに沿った芝居を演じる企画。
湊の恋愛格付けランキング
理想的な恋愛シチュエーションを演技と共に発表、その順位を公開収録に来場した観客に決めてもらう企画。

## 放送リスト
| 放送回 | 初回放送日     | 主な放送内容 | ゲスト                                                  | 備考                                                        |
| ------ | -------------- | --- | ------------------------------------------------------- | ----------------------------------------------------------- |
| #1     | 2016年 5月17日 | 自己紹介、おたより紹介、湊の本当にあったHな話                                                                                      |                                                         |                                                             |
| #2     | 6月16日        | 天津慶亮写真塾、湊のひとコマ | 天津慶亮（カメラマン）                                  |                                                             |
| #3     | 7月17日        | 「はなみなと」ショートコント、モノマネ☆マスカットナイト、 湊のひとコマ、恋する湊劇場                                               | 夏目花実                                                | 番組初の公開収録 （6月4日収録）                             |
| #4     | 8月16日        | ショートコント、みなとぅーとまなてぃーが教えてあ・げ・る                                                                           | 紗倉まな、あかね葵                                      | 7月7日公開収録                                              |
| #5     | 9月18日        | バンジージャンプに挑戦「湊、今から空飛ぶってよ」 未公開集                                                                          | 蓮実クレア 紗倉まな、あかね葵                           | 番組初のロケ収録                                            |
| #6     | 10月16日       | 絶叫体験「湊、今から絶叫するってよ」、湊のニュースメッタ斬り!                                                                      | 古川いおり                                              |                                                             |
| #7     | 11月17日       | トリックアートを体験しよう! | 古川いおり                                              |                                                             |
| #8     | 12月18日       | ショートコント、湊の恋愛格付けランキング（理想のXmasデート）、 私、懺悔します2016                                                  | 吉澤友貴、辻本杏                                        | 11月13日公開収録                                            |
| #9     | 2017年 1月17日 | カラオケBOXで新年会、新春コスプレ英語禁止ボーリング                                                                                | 川上奈々美、橋本ありな、戸田真琴                        |                                                             |
| #10    | 2月16日        | カラオケ対決「湊、今から歌うってよ」                                                                                               | 川上奈々美、橋本ありな、戸田真琴                        |                                                             |
| #11    | 3月16日        | 「チョコレートむすめ」ショートコント、 湊の恋愛格付けランキング（理想のバレンタインデート）                                        | 白石茉莉奈、三上悠亜                                    | 2月12日公開収録                                             |
| #12    | 4月16日        | 下北沢をお散歩デート❤、番組対抗対決企画「湊今から撃つってよ」、 恋する❤湊と桃ちゃん、湊と桃ちゃんのにゃんこ自慢大会                | 桃乃木かな                                              | 「桃さんぽ」とのコラボ企画 「桃さんぽ」#7には湊がゲスト出演 |
| #13    | 5月16日        | 未公開集・「僕のお嫁さんは○○」をダメ出し 下北沢をお散歩デート❤                                                                     | 白石茉莉奈、三上悠亜 桃乃木かな                         |                                                             |
| #14    | 6月16日        | 猫好きアイドルJULIAを招いて動物カフェ巡り                                                                                          | JULIA                                                   |                                                             |
| #15    | 7月16日        | 「花火ガールズ」ショートコント、海デート女王決定戦、 生オシリンピック予選会、2017年上半期重大ニュース、 湊の番組テーマ曲を公開作曲 | 神咲詩織、市川まさみ                                    | 7月2日公開収録                                              |
| #16    | 8月16日        | 未公開集 | 神咲詩織、市川まさみ                                    | 7月2日公開収録                                              |
| #17    | 9月17日        | 「湊、今から空飛ぶってよ」パラグライダー編                                                                                         | 夏目花実                                                |                                                             |
| #18    | 10月18日       | 「湊、今から絶叫するってよ」第2弾                                                                                                  | 阿部乃みく                                              |                                                             |
| #19    | 11月17日       | Wみなみとハロウィンパーティー | 小島みなみ、初川みなみ 天使もえ（VTR出演）              | 10月29日公開収録                                            |
| #20    | 12月17日       | 週プレ酒場で忘年会（前編） | 神咲詩織、古川いおり、市川まさみ                        |                                                             |
| #21    | 2018年 1月17日 | 週プレ酒場で忘年会（後編） | 神咲詩織、古川いおり、市川まさみ                        |                                                             |
| #22    | 2月16日        | ちっぱい女優をゲストにみなとーーく!                                                                                                | 希島あいり、あべみかこ、栄川乃亜                        | 2月4日公開収録                                              |
| #23    | 3月16日        | 未公開集 | 小島みなみ、初川みなみ 希島あいり、あべみかこ、栄川乃亜 |                                                             |
| #24    | 4月18日        | 湊莉久AV引退慰安旅行!はなみなと鎌倉ロケ                                                                                            | 夏目花実                                                |                                                             |

## 作品
DVD
- 『湊、今からだべるってよVOL.1』（2016年11月13日、つくばテレビ）- #1 - #5を収録[6]
- 『湊、今からだべるってよVOL.2』（2017年2月12日、つくばテレビ）- #6 - #10を収録[7]

BD
- 『湊、今からだべるってよVOL.3』（2017年7月2日、つくばテレビ）- #11 - #14を収録[8]
- 『湊、今からだべるってよVOL.4』（2017年10月29日、つくばテレビ）- #15 - #18を収録[9]
- 『湊、今からだべるってよVOL.5』（2018年5月30日、つくばテレビ）- #19 - #23を収録[10]
- 『はなみなと VOL.1』（2018年8月26日、つくばテレビ）- #24、『はなみなと』#1 - #2を収録[11]